# Kasymowo
Kasymowo – dawny folwark. Tereny, na których był położony, leżą obecnie na Białorusi, w obwodzie grodzieńskim, w rejonie smorgońskim, w sielsowiecie Krewo.

## Historia
W czasach zaborów folwark w gminie Bienica, w powiecie oszmiańskim, w guberni wileńskiej Imperium Rosyjskiego. W 1870 roku złasność Talkowskiego.
W latach 1921–1945 folwark leżał w Polsce w województwie wileńskim, w powiecie oszmiańskim (od 1927 roku w powiecie mołodeckim), w gminie Krewo a następnie w gminie Bienica.
W 1931 w 1 domu zamieszkiwało 13 osób.
Wierni należeli do parafii rzymskokatolickiej i prawosławnej w Krewie. Miejscowość podlegała pod Sąd Grodzki w Mołodecznie i Okręgowy w Wilnie; właściwy urząd pocztowy mieścił się w Krewie.